# Kruishoutem
Kruishoutem (Pronunciación holandesa: [ˌkrœy̯sˈɦʌu̯təm], en francés e inglés Cruyshautem) es un municipio localizado en la provincia belga de Flandes Oriental. El municipio comprende las ciudades de Kruishoutem (propiamente), Nokere y Wannegem-Lede. El 1 de enero de 2018, Kruishoutem tenía una población total de 8,086 habitantes. El área total es 46.76 km² lo cual da una densidad de población de 174 habitantes por km².
En esta municipalidad se ubica el Museo SONS (un museo de arte contemporáneo). 

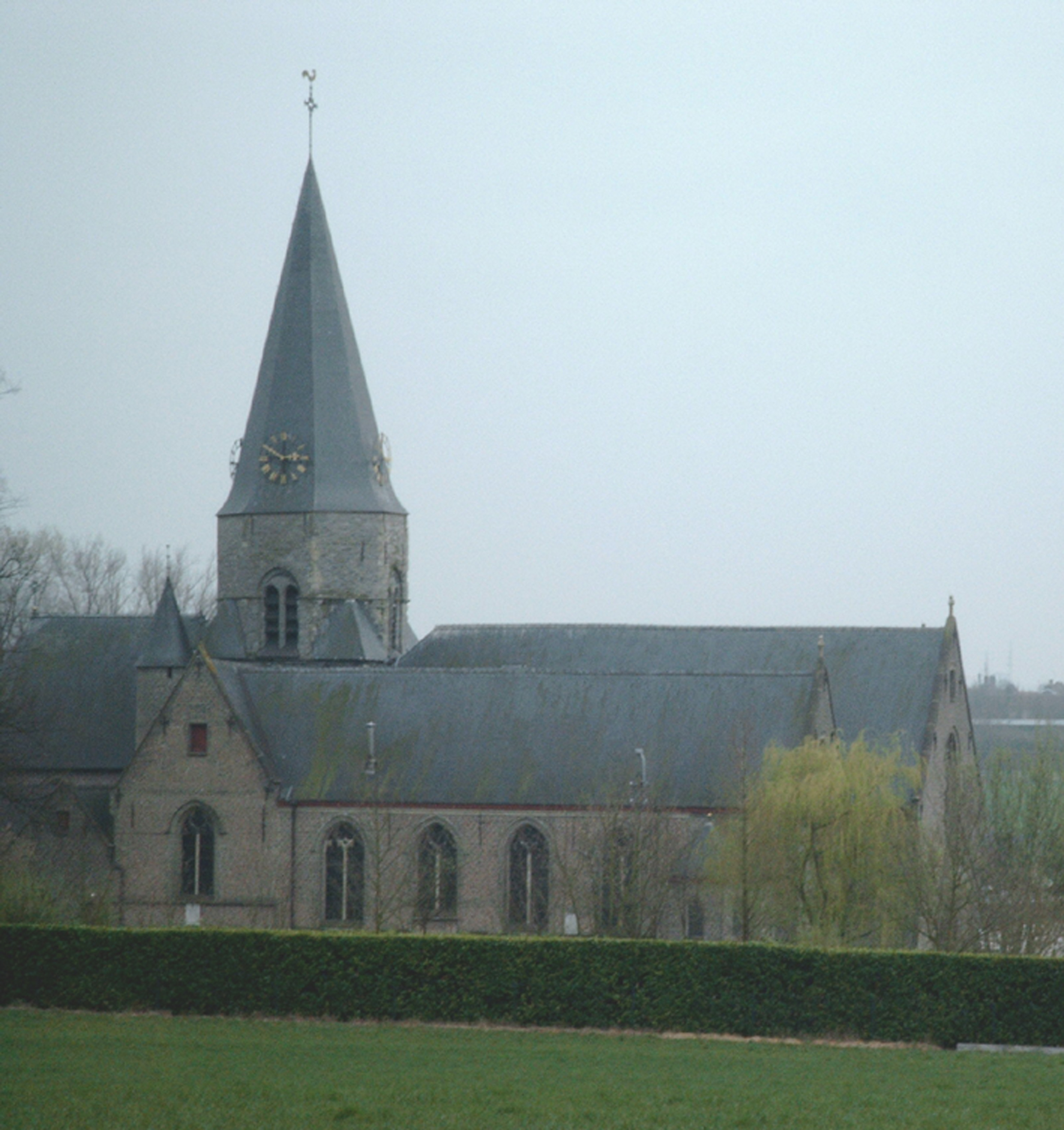
Iglesia de Nokere

## Demografía

### Evolución
Todos los datos históricos relativos al actual municipio, el siguiente gráfico refleja su evolución demográfica, incluyendo municipios después de efectuada la fusión el 1 de enero de 1977.
| Gráfica de evolución demográfica de Kruishoutem entre 1846 y 2019 |
|                                                                   |

## Ciudades de hermana
- Attert (Bélgica) desde 2004